# زوي فوستر بليك
زوي فوستر بليك (بالإنجليزية: Zoe Foster Blake)‏ هي كاتِبة أسترالية، ولدت في 28 يوليو 1980 في Bowral ‏ في أستراليا.